# Yukihiko Sato
Yukihiko Sato (født 11. maj 1976) er en tidligere japansk fodboldspiller.
Han har spillet for flere forskellige klubber i sin karriere, herunder Shimizu S-Pulse, Montedio Yamagata, FC Tokyo, Yokohama F. Marinos, Kashiwa Reysol, Vegalta Sendai og V-Varen Nagasaki.